# 友僑片場
友僑片場是1940年代末至1950年代初香港主要的電影製片廠之一，所有者為梅友卓、及其妻曹綺文及曹綺文胞兄著名演員曹達華。

## 位置
1946年，友僑片場成立，地址為「九龍城侯王廟577地段」 。友僑片場佔地48000平方英尺，緊鄰另外一個電影製片廠世光片場(曾租予長城製片公司，亦稱長城片場) ；附近(侯王廟南面)另外有國家片場的其中一個(曾租予南國公司，亦稱南國片場、又曾改稱自由片場、萬理片埸)，使該地區在1940年代末和1950年代初成為香港的迷你版荷里活。

## 製作
友橋片場設有兩間片廠: 一間主要用於拍攝友僑本身出品的粵語片，另一個則出租給其他電影公司拍國語片。友僑片場配備當時最新的電影製作設備，包括美國的Mitchell攝影機。在友僑片場拍攝的第一部電影是1948年的《天下婦人心》，演員包括曹綺文及張活游，導演胡鵬。
根據香港電影資料庫資料，1948至1951年間在友僑片場拍攝的友僑公司出品電影共16部，永耀、文華及新世紀等電影公司利用友僑片場拍攝的電影則有11部。

## 結束
1951年，美國對東南亞實施包括菲林在內的禁運，影響電影拍攝，友僑電影公司停止拍攝電影，友僑片場則出租予胡晉康，稱為華達片埸。
1952年9月，華達片場的國語片拍攝廠被燒毀，胡晉康於1954年在葵涌重建華達片埸。九龍城的友僑片場則被租予其他電影公司如長城電影公司使用，例如1959年用於拍攝大型電影《豪門夜宴》。友僑片場最後與世光片場合併成為長城製片廠。
2001年政府收回友僑片場一帶地段，靠近山麓的原友僑片場部份現時建成九龍塘華德天主教學校及豪宅賢文禮士，靠近侯王廟的原世光片場部份現時則建成香港兆基創意書院。